# 陳睿紋雕菊虎
陳睿紋雕菊虎（學名：Ornatomalthinus ruicheni）是紋雕菊虎屬的一個物種，於2018年于緬甸一枚白堊紀的琥珀中發現。

## 描述
本種可藉由以下特徵與同屬的艾維拉紋雕菊虎進行鑑別：本種前胸背板前後緣圓弧狀，艾維拉紋雕菊虎則成弓狀；本種前胸背板盤區表面光滑，艾維拉紋雕菊虎則較為粗糙；本種的翅鞘較寬，且翅鞘在末端縮短。
本種目前僅有發現雄蟲形態。

## 系統分類學
本物種屬於菊虎科熒菊虎亞科紋雕菊虎屬下的一個物種。本種具有翅鞘縮短的特徵，為現生熒菊虎亞科所缺乏之特徵，反而許多菊虎亞科擁有該特徵，可能代表兩類群之間的一個過渡環節。

## 發現歷史
本種採集自白堊紀的緬甸琥珀，於2018年由澳洲國立大學博士生蕭昀及臺灣師範大學黃嘉龍博士共同發表於《白堊紀研究》（Cretaceous Research）中。本種為目前緬甸琥珀中第七種被發表的菊虎科物種，亦為熒菊虎亞科首例化石紀錄。紋雕菊虎屬原為菊虎亞科下的一個單模屬，該屬下僅有艾維拉紋雕菊虎（Ornatomalthinus elvirae）一種。本種發現後，重新修訂該屬的屬級特徵，並基於基於末節腹板特徵、翻縮化學防禦腺體構造，以及前胸背板側緣的形態，認為該屬應從菊虎亞科轉至熒菊虎亞科。
本種種小名「ruicheni」乃表彰中國科學院陳睿博士，為該物種模式標本的提供者。

## 生態習性
本物種頭部修長、口器和身軀，足部細長且呈瓣狀，為訪花甲蟲常見的適應性特徵，代表這些菊虎很有可能已經具有訪花的生態習性，與植物有一定的交互關係。